# Садиба Кропивницького «Затишок»

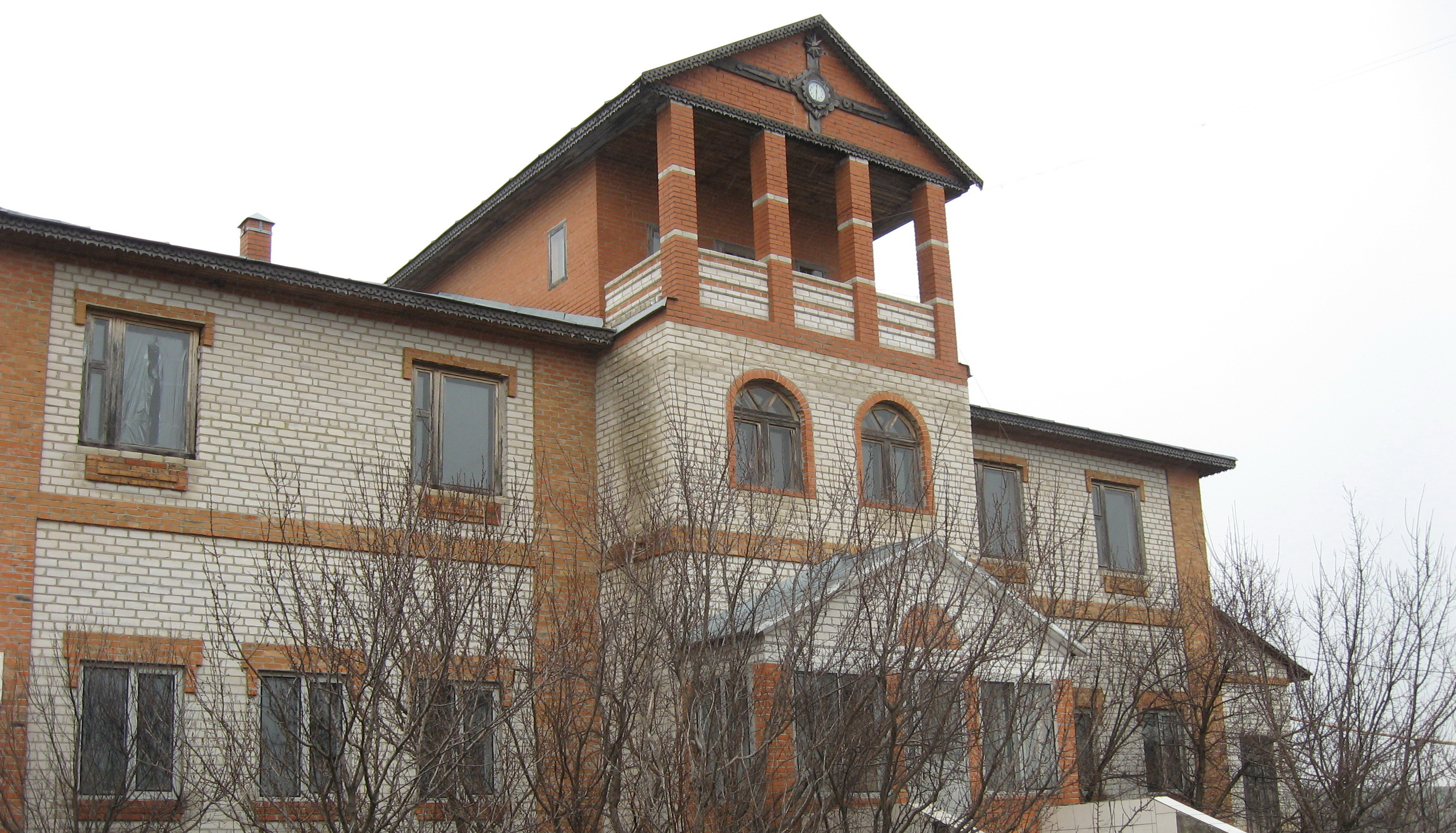
Відроджений у Затишку будинок Марка Кропивницького

Зникаюча садиба Марка Кропивницького «Затишок»
У своїй садибі на хуторі Затишок (тепер — Шевченківського району, Харківської області) геніальний український актор, театральний режисер, драматург, засновник національного професійного театру на теренах підросійської України Марко Лукич Кропивницький мешкав упродовж останніх 20 років свого життя (з 1890 по 1910 рік). Наприкінці ХІХ — початку XX ст. це був потужний український культурний осередок. Обійстя постійно відвідували відомі особистості. Серед них — історик Д. Багалій, художник І. Бодянський, письменник і актор І. Тобілевич (Карпенко-Карий), актори М. Садовський, І.Мар'яненко та багато ін. У ті часи тут була велика бібліотека, якою мали змогу користуватись місцеві селяни, діяли медичний пункт та початкова школа для дорослих і дітей (в останні роки з українською мовою навчання), систематично влаштовувались українські вистави, функціонував перший на теренах Російської імперії дитячий театр, в ролі акторів у якому виступали селянські діти. У Затишку Кропивницький написав низку своїх драматичних творів («Олеся», «Замулені джерела», «Мамаша», «Страчена сила», «Зерно і полова», «Старі сучки й молоді парості», «Скрутна доба», «Розгардіяш» тощо), створив чимало незабутніх художніх образів, прообразами яких стали письменникові земляки.

## Історія придбання хутора
На хуторі Затишок, за 20 верст від повітового міста Куп’янська Харківської губернії, недалеко від села Сподобівки (тепер Шевченківського району, Харківської області), Марко Кропивницький оселяється 1890 року, уже будучи в зеніті своєї слави. Купив хутір письменник у поміщика Березовського, і називався він тоді Сашиним. Затишком став іменувати  його митець дещо пізніше. Звідки взялася ця поетична назва –  неважко здогадатись. Після тривалих виснажливих гастролей це казкове місце, де жили найдорожчі для актора люди (дружина, діти й старенька матуся ), було справжнім затишком від життєвих негараздів. Тут серед простих людей на лоні чудової української природи йому завжди добре і відпочивалось, і працювалося. За садибу й землю драматургу довелося заплатити дев’ять тисяч рублів. Окрім того, він змушений був узяти на себе десять тисяч п’ятсот рублів банківського боргу. На той час це була досить велика сума, і сплатити її нелегко було навіть такому уславленому актору, як Кропивницький, який отримував за свою працю відносно високі гонорари. Багато про що говорить і те, що за банківський борг Затишок назначався в публічний продаж. Торг мав відбутись 21 червня 1895 року. «…Ледве-ледве викрутився; не знаю, як викручусь з виданням творів, бо й на пера треба грошей і на друк», – поскаржиться через кілька днів потому митець у листі до Бориса Грінченка.

## М.Кропивницький у Затишку
Обійстя знаходилося в мальовничий місцині. Тут було і чимало гаїв та лісів з поетичними галявинами, і ставок з красунями вербами, посадженими самим господарем садиби, і великий сад  з різноманітними фруктовими та декоративними деревами, котрі також посадив сам Кропивницький, і багато чого іншого, що робило хутір дуже привітним, майже казковим. Зі споруд у садибі був старий дерев’яний двоповерховий будинок із цегляним фундаментом, що залишився від попередніх власників, і новий –  кам’яний, збудований драматургом у перші роки мешкання в Затишку. У дворі знаходилися конюшня, сарай для худоби та інші необхідні для господарства будівлі. Кропивницькі, звичайно, жили у новому будинку. Одна з найбільших кімнат була відведена під кабінет драматурга. На стінах у ній висіло безліч картин, у тому числі й копія «Запорожців» Іллі Рєпіна, виконана олійними фарбами самим господарем. Великий килим над диванчиком був увішаний старовинною зброєю: шаблями, кинджалами, пістолями, а також сучасними рушницями. У просторій їдальні-вітальні, розташованій поруч, стояв великий рояль і похідна фізгармонія. На стіні висіли бандура, лавровий вінок у вигляді ліри та багато чого іншого з реліквій театрального життя митця. Тут же висів мальований олійними фарбами портрет Тараса Шевченка й один із найцінніших подарунків, презентованих Кропивницькому петербурзькими українцями, – пергаментний  адрес з акварельною віньєткою, автором якої був І. Рєпін. На  картині драматург зображений у вбранні козацького отамана, який твердо стоїть на кормі чайки і вправно керує наполовину залитим  водою човном із запорожцями. Цей човен, що символізує тяжку долю багатостраждального українського театру, перемагаючи  хвилі бурхливого моря, впевнено йде своїм курсом. Інші кімнати – Надії Василівни, Володі й Олі – також були прикрашені картинами, світлинами, бронзовими та мармуровими статуями, серед яких особливо виділялися три класичні грації. Старша донька Олександра (Олеся) мешкала в мезоніні, де були дві невеличкі кімнати та дві веранди. Тут же, в мезоніні, на великих стелажах розміщалась і бібліотека, в якій зберігались численні зібрання українських, російських та зарубіжних класиків у розкішних обкладинках, а також стоси різноманітної періодики, що виписувалась щорічно. Чимало було книг і в інших кімнатах будинку,  особливо в залі. Значна їх частина  була подарована митцеві протягом багатьох років прихильниками його таланту під час театральних виступів. На жаль, усе це згоріло разом із будинком або було розкрадено в роки революційної вакханалії.
У старому будинку майже постійно, особливо влітку, жили родичі або знайомі Кропивницького. Протягом двох років у гостинній садибі драматурга жили родичі Тараса Шевченка, діти небоги Ірини Ковтунової  (Палажка Гапка й Гнат), які отримали від   господарів необхідну їм допомогу.
В одній із кімнат старого будинку була так звана аптека, в котрій Надія Василівна, яка була лікарем за фахом, лікувала жителів навколишніх сіл. Медична допомога селянам надавалась здебільшого безкоштовно.
Була в цьому будинку також своєрідна школа, в якій спочатку мати драматурга, а потім його молодші діти навчали місцевих селян (дорослих і дітей) грамоти. Прикметно, що з 1909 року ця школа перейшла на українську мову навчання.
Живучи в Затишку, Кропивницький досить часто виїздив на гастролі. Тому господарство вели в основному його дружина та прикажчик. Значно більше уваги господарству починає приділяти драматург з початку 1903 року, коли після погіршення здоров’я перестає постійно виступати на професійній сцені і більше живе в Затишку. Одним із найулюбленіших його занять було садівництво. Його сад займав площу приблизно сім з половиною десятин. Крім того, драматург вирощував кращі сорти яблунь, груш, черешень, винограду. Окремі сорти винограду він виписував із Франції. Під виноградник у нього було відведено понад дві десятини землі. Чимало чубуків фруктових дерев митець привіз із уславленого Каразинського садівництва, що знаходилось у Богодухівському повіті тієї ж Харківської губернії. Активно займався митець також бджолярством.1909 року на виставці в повітовому місті Куп’янську за зразкове  ведення господарства Кропивницького було нагороджено бронзовою медаллю Харківського товариства сільських господарів.
Іншою великою пристрастю письменника було полювання. І до цієї справи він також ставився досить серйозно. Крім чудової колекції рушниць, у драматурга було також чимало мисливських собак різних порід. Взимку він разом зі своїми гостями, синами Костянтином і Володимиром, небожем Іваном Мар’яненком полював на зайців і лисиць, а влітку – на вальдшнепів, куріпок, дрохв.

## Дитячий театр
На особливу увагу заслуговує дитяча трупа  М. Кропивницького. Унікальність її полягає в тому, що вперше в історії не тільки українського, а й світового театру в ролі акторів тут виступали діти. Колектив складався в основному з селянських дітей 10 – 13 років. Брали участь у виставах також молодші діти письменника – Володя й Оля. Для вистав Кропивницький відвів найбільшу кімнату (залу) в старому будинку, де, як у  справжньому  театрі, було обладнано сцену. Перша  вистава  відбулася на  Різдво 1906 р. Ставили  оперу М. Лисенка «Коза-дереза». Драматург сам малював декорації, разом з дітьми  готував костюми. Дружина письменника, Надія  Василівна, привезла з Харкова комплект масок. Вистава мала неабиякий успіх.Невдовзі юні актори зіграли спеціально для них написані Кропивницьким дитячі п’єси-казки «Івасик-Телесик» і  «По щучому велінню». У листі до свого доброго знайомого антрепренера Онисима Суслова в січні 1908 р. драматург, зокрема, зауважує: «…Я собі зібрав  трупу  з крестьянських дітей  і виставляю  по селах:  “Козу-дерезу”,  “Івасик-Телесик” і “По щучому велінню” (останні обидві мої)».Про успішні виступи малолітніх аматорів із Затишка розповідалось у нотатці, надрукованій в січні 1910 р.  у столичному журналі «Театр и искусство».Навесні того ж 1910 р. Кропивницький мав намір повезти свій дитячий театр на «гастролі» до повітового міста Куп’янська. Однак раптова смерть письменника завадила здійсненню цього його  задуму.

## Доля Затишка по смерті Марка Кропивницького
Після смерті Кропивницького, 1910 року, його родина переїхала до Харкова. Затишок з цих пір залишався практично без нагляду. У грудні 1917 року тут сталася велика пожежа, під час якої згорів письменників будинок разом з усім начинням, у тому числі безцінним архівом. Дивом перестояв лихі часи старий двоповерховий будинок, в якому митець влаштовував спектаклі, та кілька допоміжних споруд. Це, звичайно, могло послужити непоганою основою для відродження Затишка, створення тут меморіального музею, на чому наполягав народний артист Радянського Союзу Іван Мар'яненко. Але сталося протилежне. Кремлівська влада, що продовжувала тримати курс на знищення всього національного, не хотіла зберігати пам'ять про людину, з ім'ям якої асоціювалися найяскравіші сторінки української культури. А тому за її розпорядженням наприкінці 1950-х років хутір було зруйновано. Не зупинила новітніх варварів навіть меморіальна дошка  з надписом: «В цій садибі довгі роки жив видатний український драматург Марко Лукич Кропивницький». З того часу на місці обійстя одного з найвідоміших національних митців, якого ще за життя шанобливо називали «батьком українського театру», багато десятиліть знаходилася загорода для овець та велика купа гною. Про садибу геніального актора, режисера й драматурга, засновника уславленого театру корифеїв нагодували хіба що залишки від великого саду, ставок із посадженими ним розлогими вербами (хоча, можливо, на тому місці вже виросли нові дерева), а також спогади старожилів. Лише на початку 1990-х років хутір було відбудовано на заощадження місцевої агрофірми «Дружба». Під керівництвом голови правління господарства Юрія Костянтиновича Апазіді (до речі, греком за походженням) у Затишку за кресленнями, що свого часу зробив син Кропивницького Володимир, було побудовано будинок-музей, каплицю й п'ять двоповерхових котеджів. Проте економічна скрута не дозволила приватному підприємству надалі виділяти кошти для музею. Тому все зупинилося. І все ж 2000-го року тут пройшли урочисті заходи, присвячені 160-річному ювілею Марка Кропивницького за участі онука драматурга Ігоря Кропивницького, а також представників Харківської обласної державної адміністрації та керівництва Шевченківського району Харківської області. Лунали обіцянки започаткувати у Затишку музей, які, звичайно ж, були забуті чи не наступного дня.
Наприкінці XIX ст. від продажу з молотка обійстя врятував сам Кропивницький, наприкінці XX-го — грек Апазіді. Хто буде рятувати Затишок тепер — невідомо.